# Podkraj (Ajdovščina)
Podkraj falu Szlovéniában, a Goriška statisztikai régióban, Col településtől délkeletre. Közigazgatásilag Ajdovščinához tartozik. A településhez az alábbi településrészek tartoznak: Trševje, Sreboti és Hrušica, valamint több tanya a Colt Kalcéval összekötő út mentén.  
Az Ad Pirum régészeti hely Hrušica településrészen található.
A falu templomát Szent Margit tiszteletére emelték és a Koperi egyházmegyéhez tartozik. A tamplomot 1865-ben építették, a korábbi templom helyén, Matija Ozbič tervei alapján. A falu másik templomát a Szentlélek tiszteletére emelték. A falu régebbi temploma a tizenötödik századra datált eredetű templom volt, melyet Szent Gertrúd tiszteletére emeltek, mely szintén Hrušica településrészen található. E templomot a korábbi, a tizenkettedik századból származó templom helyén építették fel.

## Fordítás
- Ez a szócikk részben vagy egészben  a   Podkraj, Ajdovščina című angol Wikipédia-szócikk ezen változatának fordításán alapul.  Az eredeti cikk szerkesztőit annak laptörténete sorolja fel. Ez a jelzés csupán a megfogalmazás eredetét és a szerzői jogokat jelzi, nem szolgál a cikkben szereplő információk forrásmegjelöléseként.